# Вислоцький Іван
Іван Вислоцький (24 липня 1893, с. Лелюхів, Лемківщина — 1969, м. Посадас, Аргентина) — хорунжий Армій УНР і чотар УГА, письменник, брат Олександра Вислоцького.

## Життєпис
Народився 24 липня 1893 року у родині священика в селі Лелюхові повіту Новий Санч на Лемківщині.
У 1911 році добровольцем вступив до австрійського війська, згодом скінчив школу розвідників у Брегенці, після чого займався виконанням окремих завдань при штабі корпусу, що базувався у фортеці Перемишль.
Під час Першої світової війни потрапив у російський полон і був вивезений до Чити, а пізніше до Уфи. Восени 1917 року він разом з іншими українськими полоненими з Галичини дістався Києва, де вступив до Корпусу Січових Стрільців, отримав звання хорунжого. Брав участь у Битві під Мотовилівкою та інших боях.
У 1919 році зарахований до старшинського складу розвідчого відділу Української Галицької Армії, де пробув до весни 1920 року. Після примусового злиття УГА з Червоною армією, відбулася й ліквідація розвідки галицького війська. При цьому більшість армійських старшин та стрільців, співробітників розвідки і контррозвідки перейшли у підпілля. З дружиною Надією Олексіїв за підробленими паспортами він через Одесу, Варну та Белград дістався Відня. Потім переїхав до Закарпатської України, що того часу входила до складу Чехословацької Республіки. 
У 1936—1939 роках працював у львівському видавництві. Перед приходом Червоної Армії у вересні 1939 року з родиною дістався рідної Лемківщини, а восени 1941 року оселився поблизу Самбора, де займався виданням нових шкільних підручників, позбавлених комуністичних стереотипів. У 1944 році з родиною опинився в таборі для переселенців у Німеччині, звідки у 1948 році виїхав до Парагваю. За океаном у останні роки життя навчав дітей переселенців читати та писати українською мовою.
Помер у 1969 році та похований на місцевому цвинтарі м. Посадас в Аргентині.

## Твори
- Вислоцький І. Гетьман Павло Скоропадський в освітленні очевидців. — Торонто : Український робітник, 1940. — 39 с.